# 寝屋川市立第三中学校
寝屋川市立第三中学校（ねやがわしりつ だいさんちゅうがっこう）は、大阪府寝屋川市田井町にある公立中学校。
寝屋川市で3番目の公立中学校として、1961年に寝屋川市立第一中学校・寝屋川市立第二中学校の2校から分離開校した。

## 沿革
- 1961年4月1日 - 寝屋川市立第三中学校として設置。第一・第二の2中学校から2年生を移籍。
- 1961年4月5日 - 寝屋川市立第一中学校において開校式。寝屋川市立北小学校と寝屋川市立第一中学校の2ヶ所に仮校舎を設置して授業。
- 1962年1月7日 - 現在地に校舎一部完成。一部学年が移転。
- 1962年6月28日 - 現在地に完全移転。

## 通学区域
寝屋川市立北小学校と寝屋川市立田井小学校の通学区域。
- 寝屋川市 香里北之町、香里新町、香里南之町、寿町、松屋町、音羽町、田井町、田井西町、緑町
- 寝屋川市 石津南町の一部。

## 交通
- 京阪本線 香里園駅 南へ約650m。

## 主な卒業生
- 白井達也（アマチュアレスリング）